# Zala Meršnik
Zala Meršnik (Maribor, 7 de junio de 2001) es una futbolista profesional eslovena que juega como guardameta en el club árabe de la Saudi Women's Premier League Al-Ittihad y en la Selección nacional femenina de Eslovenia.

## Trayectoria

### ŽNK Pomurje
Meršnik comenzó su carrera en el ŽNK Maribor en 2008, en el verano del 2014, pasó a la selección sub-15 del NK Pobrežje Maribor. Tras seis meses, abandonó el Pobrežje, se incorporó al ŽNK Rudar Škale Sub-15 y posteriormente, al ŽNK Teleing Pomorje Beltinci en el verano de 2015. Allí debutó el 16. El 17 de agosto de 2017, debutó con 16 años en una victoria por 12-0 de su club ŽNK Pomurje sobre ŽNK Primorje Ajdovščina.

### Turbine Potsdam
Junio de 2019 Meršnik se trasladó a la Frauen-Bundesliga alemana, donde fichó por el 1. FFC Turbine Potsdam. Bajo las órdenes del entrenador Matthias Rudolph, sin embargo, se vio eclipsada por Vanessa Fischer, a la que solo sustituyó ocasionalmente durante los descansos por lesión. Tras una nueva lesión de su rival en otoño de 2020, el club, ahora entrenado por Sofian Chahed, fichó a otra portera en enero de 2021 en la figura de la sueca Emma Lind, con la que posteriormente mantuvo un duelo durante la segunda mitad de la Bundesliga Femenina 2020-21 antes de que Fischer volviera a ocupar su puesto de titular hacia el final de la temporada. Tras el fichaje de Anna Wellmann, procedente de su rival en la liga Bayer 04 Leverkusen, Meršnik pasó finalmente a ocupar el tercer puesto en la jerarquía de porteras del Potsdam y siguió sin aparecer en la Bundesliga en la temporada 2021-22.

### Sporting de Huelva
En el verano de 2022, Meršnik se trasladó a España al Sporting de Huelva. En la Primera División, jugó con el club contra el descenso, disputándose con la inglesa Chelsea Ashurst el puesto entre los tres palos.

## Selección nacional
En octubre de 2016, fue convocada con la selección sub-17 de Eslovenia y anunciada el 20 de octubre de 2016 contra Inglaterra y debutó con la selección sub-17 de Eslovenia. Participó en ocho partidos internacionales sub-17 con Eslovenia hasta octubre de 2017. Aproximadamente un año después, en octubre de 2017, fue convocada por primera vez con la selección absoluta de Eslovenia. Debutó con la Selección nacional femenina de Eslovenia el 20 de octubre de 2017 en una derrota por 4-0 en casa en la Clasificación para la Copa Mundial contra la República Checa con 16 años.

## Clubes
| Club               | País           | Año           |
| ------------------ | -------------- | ------------- |
| Pomurje            | Eslovenia      | 2015-19       |
| Turbine Potsdam    | Alemania       | 2019-22       |
| Sporting de Huelva | España         | 2022-24       |
| Al-Ittihad         | Arabia Saudita | 2024-presente |